# Французький турнір 1997
Французький турнір 1997 року — міжнародний товариський футбольний турнір, проведений у Франції на початку червня 1997 року в якості розминки до чемпіонату світу 1998 року. Чотири національні збірні, якими стали Бразилія, Англія, господарі Франція та Італія, зіграли один проти одного в круговому турнірі, в якому і визначався переможець турніру.
Англія виграла турнір, набравши шість очок, вигравши свої перші два матчі проти Італії і Франції, і програвши Бразилії. Бразильці в свою чергу стали другими з п'ятьма очками, здобувши перемогу і дві нічиї. Алессандро Дель П'єро став найкращим бомбардиром турніру з трьома голами.
На 21-й хвилині першого матчу між збірними Франції та Бразилії Роберто Карлос забив зі 33.13 метрів штрафний, який часто вважається одним з найкращих у сучасному футболі.

### Рейтинги Ело до турніру
| Рейтинг Ело перед турніром | Рейтинг Ело перед турніром    |
| Збірна                     | Позиція на 2 червня 1997 року |
| -------------------------- | ----------------------------- |
| Бразилія                   | 2 (2039)                      |
| Франція                    | 3 (2008)                      |
| Італія                     | 5 (1964)                      |
| Англія                     | 7 (1932)                      |

## Місця
| Нант                                                                          | Монпельє                                                                      | Париж                                                               | Ліон                                                                |
| ----------------------------------------------------------------------------- | ----------------------------------------------------------------------------- | ------------------------------------------------------------------- | ------------------------------------------------------------------- |
| Стад де ла Божуар                                                             | Стад де ла Моссон                                                             | Парк де Пренс                                                       | Стад де Жерлан                                                      |
| 47°15′20.27″ пн. ш. 1°31′31.35″ зх. д. / 47.2556306° пн. ш. 1.5253750° зх. д. | 43°37′19.85″ пн. ш. 3°48′43.28″ сх. д. / 43.6221806° пн. ш. 3.8120222° сх. д. | 48°50′29″ пн. ш. 2°15′11″ сх. д. / 48.84139° пн. ш. 2.25306° сх. д. | 45°43′26″ пн. ш. 4°49′56″ сх. д. / 45.72389° пн. ш. 4.83222° сх. д. |
| Місткість: 39,500                                                             | Місткість: 32,900                                                             | Місткість: 48,875                                                   | Місткість: 34,000                                                   |
|                                                                               |                                                                               |                                                                     |                                                                     |
| Париж Ліон Нант МонпельєФранцузький турнір 1997 (Франція)                     |                                                                               |                                                                     |                                                                     |

## Таблиця
| Команда  | І | В | Н | П | ГЗ | ГП | РГ | О |
| -------- | - | - | - | - | -- | -- | -- | - |
| Англія   | 3 | 2 | 0 | 1 | 3  | 1  | +2 | 6 |
| Бразилія | 3 | 1 | 2 | 0 | 5  | 4  | +1 | 5 |
| Франція  | 3 | 0 | 2 | 1 | 3  | 4  | −1 | 2 |
| Італія   | 3 | 0 | 2 | 1 | 5  | 7  | −2 | 2 |

## Результати
| 3 червня 1997 |

| Франція    | 1–1      | Бразилія           |
| ---------- | -------- | ------------------ |
| Келлер 55' | Протокол | Роберто Карлос 21' |

| Жерлан, Ліон Глядачів: 28,193 Арбітр: Кім Мілтон Нільсен (Данія) |

| 4 червня 1997 |

| Англія              | 2–0      | Італія |
| ------------------- | -------- | ------ |
| Райт 26' Скоулз 43' | Протокол |        |

| Стад де ла Божуар, Нант Глядачів: 25,000 Арбітр: Гюнтер Бенке (Австрія) |

| 7 червня 1997 |

| Франція | 0–1      | Англія    |
| ------- | -------- | --------- |
|         | Протокол | Ширер 86' |

| Стад де ла Моссон, Монпельє Глядачів: 23,000 Арбітр: Саїд Белькола (Марокко) |

| 8 червня 1997 |

| Італія                                    | 3–3      | Бразилія                                  |
| ----------------------------------------- | -------- | ----------------------------------------- |
| Дель П'єро 6', 61' (пен.) Алдаїр 23' (аг) | Протокол | Ломбардо 35' (аг) Роналду 70' Ромаріу 84' |

| Жерлан, Ліон Глядачів: 30,000 Арбітр: Серж Мухмантгалер (Швейцарія) |

| 10 червня 1997 |

| Англія | 0–1      | Бразилія    |
| ------ | -------- | ----------- |
|        | Протокол | Ромаріу 61' |

| Парк де Пренс, Париж Глядачів: 40,000 Арбітр: Джон Торо Рендон (Колумбія) |

| 11 червня 1997 |

| Франція                 | 2–2      | Італія                             |
| ----------------------- | -------- | ---------------------------------- |
| Зідан 12' Джоркаєфф 73' | Протокол | Казірагі 61' Дель П'єро 89' (пен.) |

| Парк де Пренс, Париж Глядачів: 35,000 Арбітр: Антоніо Хесус Лопес Ньєто (Іспанія) |

## Бомбардири
3 голи
- Алессандро Дель П'єро

2 голи
- Ромаріу

1 гол
- Роберто Карлос
- Роналдо
- Алан Ширер
- Іан Райт
- Пол Скоулз
- Марк Келлер
- Юрій Джоркаєфф
- Зінедін Зідан
- П'єрлуїджі Казірагі

Автоголи
- Алдаїр (гра проти Італії)
- Аттіліо Ломбардо (граючи проти Бразилії)

## Міжнародні транслятори
- Раі 1
- Fox Sports (Англійська), Telemundo (Іспанська)